# Schloss Hirschbrunn

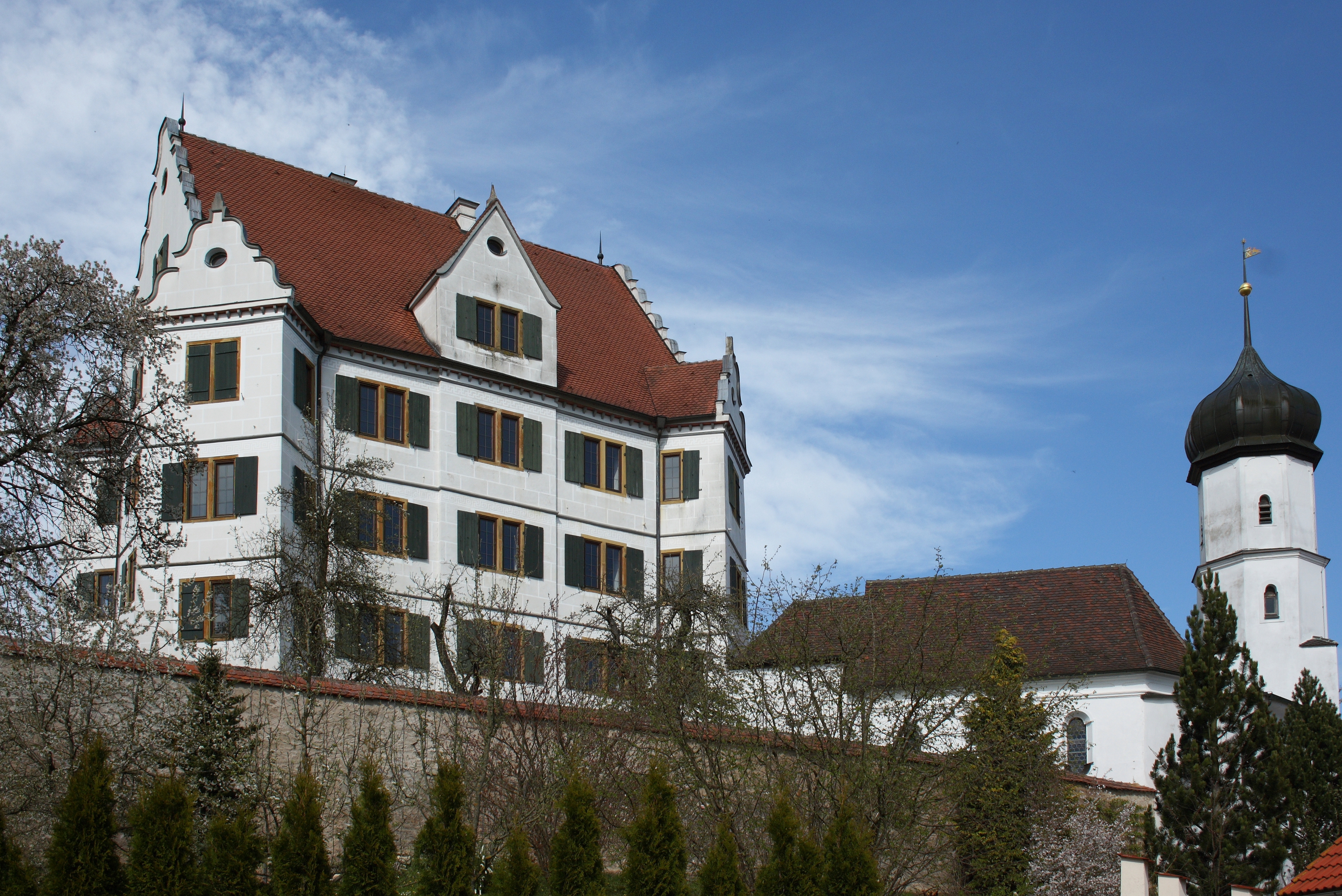
Schloss Hirschbrunn

Schloss Hirschbrunn é um castelo em Auhausen, na Baviera. O castelo é uma residência privada e pertence à Casa de Oettingen-Spielberg.

## História
Schloss Hirschbrunn começou como um pavilhão de caça para membros da Casa de Oettingen. A construção começou por volta de 1600. O castelo foi construído por Peter e Hans Alberthal para o conde Gottfried de Oettingen-Oettingen e Wilhelm II, conde de Oettingen-Wallerstein. O castelo foi saqueado em 1634 após a Batalha de Nördlingen. Mais tarde, Albert Ernest II, Príncipe de Oettingen-Oettingen vendeu o castelo ao Conde Franz Albrecht de Oettingen-Spielberg no final do século XVII. Franz Albrecht teve o castelo ampliado em 1692 e construiu uma capela católica.
O castelo serviu como escola de 1700 a 1846. Após a Segunda Guerra Mundial, foi usado como depósito.  Foi renovado em 1978 e novamente em 1992.